# Coupe de Lituanie féminine de football
La coupe de Lituanie féminine de football (en lituanien : LFF moterų taurę) est une compétition de football féminin lituanienne à élimination directe, créée en 1994. Le FK Gintra Universitetas est le club le plus titré avec douze victoires consécutives depuis 2005.

## Palmarès
| Saison    | Vainqueur                  | Score        | Finaliste            |
| --------- | -------------------------- | ------------ | -------------------- |
| 1994      | Politechnika Kaunas        | 5-0          | Vilija Vilnius       |
| 1995      | Gabija-Politechnika Kaunas | 2-1          | FM Vilnius           |
| 1996      | Gabija-Politechnika Kaunas | 4-1          | Zemaitija Telsiai    |
| 1997      | Gabija-Politechnika Kaunas | 1-0          | Kristina Vilnius     |
| 1998      | Kristina Vilnius           | 1-0          | Politechnika Kaunas  |
| 1999-2001 | non disputée               | non disputée | non disputée         |
| 2002      | TexTilitė Ukmergė          | 6-0          | FM Vilnius           |
| 2003      | TexTilitė Ukmergė          | 2-1          | Gintra Universitetas |
| 2004      | TexTilitė Ukmergė          | 7-1          | Kreontas-FM Vilnius  |
| 2005      | Gintra Universitetas       | 2-0          | TexTilitė Ukmergė    |
| 2006      | Gintra Universitetas       | 2-0          | FK Akmenė            |
| 2007      | Gintra Universitetas       | 4-0          | TexTilitė Ukmergė    |
| 2008      | Gintra Universitetas       | 3-1          | TexTilitė Ukmergė    |
| 2009      | Gintra Universitetas       | 7-0          | FK Akmenė            |
| 2010      | Gintra Universitetas       | 6-0          | FM Kaunas            |
| 2011      | Gintra Universitetas       | 7-0          | FM Kaunas            |
| 2012      | Gintra Universitetas       | 3-0          | TexTilitė Ukmergė    |
| 2013      | Gintra Universitetas       | 3-0          | Kauno FM Zara        |
| 2014      | Gintra Universitetas       | 2-0          | MFA Zalgiris Vilnius |
| 2015      | Gintra Universitetas       |              |                      |
| 2016      | Gintra Universitetas       | 10-0         | Kauno LSU-Žaros      |